# The Return of the Chlorophyll Bunny
Albums de Olivia
Comatose Bunny Butcher
(2003) The Cloudy Dreamer
(2007)
The Return of the Chlorophyll Bunny est le 4e mini album d'Olivia, sorti sous le label Cutting Edge le 3 décembre 2003 au Japon.

## Liste des titres
| 1. | Dreamcamp          | 4:02 |
| 2. | Skip to a little # | 3:33 |
| 3. | Purple Box         | 3:29 |
| 4. | Under Your Waves   | 4:17 |
| 5. | Space Halo         | 5:11 |